# 로가슈카슬라티나

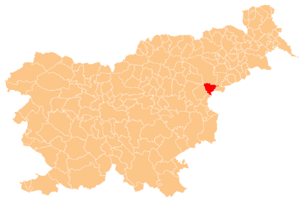
로가슈카슬라티나의 위치

로가슈카슬라티나(슬로베니아어: Rogaška Slatina, 독일어: Rohitsch-Sauerbrunn 로히치자우어브룬[*])는 슬로베니아의 도시로 면적은 71.5km2, 높이는 228m, 인구는 10,544명(2002년 기준), 인구 밀도는 147.5명/km2이다.